# Love Gun (canción)
«Love Gun» es una canción de la banda estadounidense de Hard Rock/Heavy Metal Kiss. Es el sexto track de su álbum Love Gun de 1977, del cual fue extraído como sencillo. Fue escrita y cantada por el cantante y guitarrista rítmico de la banda, Paul Stanley, y ha sido interpretada en todos los conciertos de Kiss desde el "Love Gun Tour". Si bien es uno de los temas clásicos del grupo y uno de los más populares, no tiene un videoclip oficial. Es característica de este tema su introducción de guitarras y baterías simulando un tableteo. Es una de las pocas canciones de Kiss donde Paul toca el bajo en lugar de Gene Simmons. La cara B es el álbum de la pista "Hooligan", una canción escrita por el baterista Peter Criss. Paul Stanley ha afirmado en varias entrevistas desde su lanzamiento que se trata de una de sus canciones favoritas de KISS, incluso afirmando que "... "Love Gun" es KISS por excelencia, y es probablemente una de las cinco canciones esenciales de KISS. Se ubicó en puesto #55 en las listas de éxitos estadounidenses.

## Créditos
- Paul Stanley - voz, guitarra rítmica y bajo
- Ace Frehley - guitarra líder y coros
- Gene Simmons - coros
- Peter Criss - batería y coros